# De Lossy
 (septembre 2018).
La famille de Lossy est une famille de la noblesse des Pays-Bas méridionaux.

## Histoire
En 1687, Jacques Lossy est nommé secrétaire du Grand conseil des Pays-Bas à Malines, une charge héréditaire.
Il était le grand-père de Jean-Baptiste de Lossy (1691-1763), qui a épousé Marie-Philippine des Martins (†1752). Ils eurent deux enfants :
- Jean-Baptiste de Lossy (b. 1718), marié avec Marie-Thérèse de Formanoir.
  - Jean-Baptiste de Lossy (1759-1787), marié avec Marie-Thérèse Letellier (1757-1832).
    - Alexandre de Lossy : voir ci-dessous.
- Laurent-Joseph de Lossy (1726-1760), marié avec Caroline de Soldi. Il était seigneur de Warmez (Leuze-en-Hainaut) et capitaine dans le régiment du prince de Ligne.
  - Jean-Baptiste de Lossy : voir ci-dessous.

## Alexandre de Lossy
Alexandre-Joseph de Lossy (Tournai, le 18 octobre 1822 - 29 décembre 1864) épousa en 1805, avec Henriette de Ville (1781-1854), fille du baron Philippe de Ville, et de Caterine Cavendish, de la famille des baronets Cavendish. Ils eurent trois fils et une fille. Malgré cela, cette branche de la famille s'est éteinte dans le premier quart du XXe siècle.
Une petite-fille d'Alexandre, Berthe de Lossy (1840-1928), a publié plusieurs ouvrages de souvenirs de famille. Elle s'est mariée au chevalier, Nicolas David (1830-1920), qui, en 1888, hérité du titre de noblesse des de Lossy, ainsi que du titre de chevalier transmissible à l'aîné. Il était un fils de député Pierre-Joseph David. En 1929, leur fils Fernand David put joindre le nom de Lossy au nom David et le transmettre à sa lignée, notamment les photographes Morgan David de Lossy, Ghislain David de Lossy, et Julie David de Lossy.
Un frère de Berthe, Henri de Lossy (1843-1895), prend la nationalité britannique. 

## Jean-Baptiste de Lossy
Jean-Baptiste Charles de Lossy (Bruges, 23 août 1751 - Tournai, le 31 octobre 1824), fut reconnu de noblesse héréditaire en 1816, avec le titre de chevalier. Il fut le dernier seigneur de Warmez. Ensuite, durant la période française, il fut adjoint au maire de la ville de Tournai. Sous le Royaume unifié des Pays-Bas , il a été membre du Conseil provincial du Hainaut.
Il s'est marié en 1779 avec Antoinette Camusel (1756-1786), dame de Okegem et Idevoorde. Il s'est ensuite remarié en 1788, à Marie-Thérèse Fresin (1759-1838). Les deux mariages étant restés sans filiation. Cette dernière léga ses biens à son décès à une œuvre de bienfaisance tournaisienne.

## Varia
Le Château de Flawinne est aussi appelé de château David de Lossy, la famille l'ayant occupé durant le XIXe siècle.